# Zuidelijke nachtegaalwinterkoning
De nachtegaalwinterkoning (Microcerculus marginatus) is een zangvogel uit de familie Troglodytidae (winterkoningen).

## Verspreiding en leefgebied
Deze soort telt 6 ondersoorten:
- M. m. luscinia: Costa Rica en Panama.
- M. m. corrasus: Santa Marta (Colombia) (noordelijk Colombia).
- M. m. squamulatus: van noordelijk Colombia (behalve Santa Marta) tot noordelijk Venezuela.
- M. m. occidentalis: westelijk Colombia en noordwestelijk Ecuador.
- M. m. taeniatus: westelijk Ecuador.
- M. m. marginatus: het westelijk Amazonebekken.